# Hōzōin-ryū
La Hōzōin-ryū (宝蔵院流) est une école traditionnelle (koryū) d'arts martiaux japonais spécialisée dans l'art de la lance (sōjutsu).

## Histoire
Elle est fondée par Hōzōin Kakuzenbō In'ei (宝蔵院 覚禅房 胤栄, 1521–1607) en 1560. In'ei était un moine bouddhiste du temple Kōfuku-ji à Nara au Japon. Il appréciait énormément les arts martiaux et s'entraînait à l'escrime. Dans le même temps, il était supervisé et conseillé par Daizendayū Moritada (大膳太夫盛忠), considéré comme un maître de la lance.
Sous la direction de son mentor, In'ei développa sa compréhension de cette discipline. La légende du style Hōzōin indique qu'une nuit, en observant le croissant de lune se refléter sur l'étang de Sarusawa, In'ei eut l'idée de créer une lance avec un fer en croissant. Il pensait que cette modification rendrait l'arme plus efficace en combat. C'est avec cette nouvelle forme (connue sous le nom de jumonji-yari, 十文字槍), qu'il fonda la Hōzōin-ryū.
L'enseignement de la Hōzōin-ryū passa par la suite aux descendants de In'ei (Inshun, Insei, Infu et Inken, également moines), puis Nakamura Naomasa, puis Takada Matabei Yoshitsugu. Les trois meilleurs disciples de ce dernier (courant Takada-Ha) gagnèrent Edo (à présent Tōkyō), afin de présenter leur art. La réputation de l'école grandit alors au sein du pays, et le nombre d'élèves s'accrût. Transmis de génération en génération, l'enseignement du Hōzōin-ryū sōjutsu s'enrichit de nouvelles techniques (et de nouveaux courants), et un nouveau dojo fut ouvert pour abriter son enseignement. À la fin du Shogunat Tokugawa (vers le milieu du XIXe siècle), de nombreux maîtres de l'école étaient employés au centre d'entraînement aux arts martiaux du shogun.
En 1976, le centre d'enseignement de l'école fut relocalisé à Nara.
En 1991, Kagita Chubei fut nommé 20e grand-maître (soke) de l'école et dirigea cette école jusqu’à sa mort le 16 décembre 2011. Son successeur et 21e grand-maître est Junzo Ichiya.

## Anecdote
Un ancien poème japonais décrit la lance de la Hōzōin-ryū :
« Elle peut être une lance pour percer. Elle peut être une épée pour fendre. Elle peut être une faux pour couper. Elle ne rate jamais sa cible, jamais. »